# Varanes (cónsul 410)
Varanes (fl. 393-451) fue un político y general de los Imperios romanos de Oriente y Occidente así como del reino de Armenia.

## Biografía
Su nombre sugiere un origen persa. En 393, Varanes estaba en la corte en Constantinopla. Probablemente siguió al emperador Teodosio I al oeste en 394, en su guerra contra el usurpador Eugenio, y permaneció allí, después de la muerte de Teodosio, bajo su hijo y sucesor Honorio.
En 408, después de la muerte de Estilicón (22 de agosto), fue nombrado magister peditum, pero un poco más tarde le fue otorgado su cargo al magister equitum Turpilio. Al año siguiente estuvo otra vez en Constantinopla, donde probablemente había recibido la oficina de magister militum praesentalis; en esta ocasión, suprimió una revuelta popular causada por la escasez de alimentos con la colaboración de Arsacio y Sinesio.
Fue nombrado cónsul sin colega para el año 410. Ese año, Roma fue asediada por los Visigodos de Alarico I, que eventuálmente saquearía la ciudad; el usurpador Prisco Atalo eligió a Tértulo como cónsul, pero ni el emperador occidental Honorio ni la corte oriental de Teodosio II lo reconocieron.